# Viscosia tasmaniensis
Viscosia tasmaniensis is een rondwormensoort uit de familie van de Oncholaimidae.